# Genivar
Genivar (рус. Женива́р) — квебекское предприятие (Канада) в области инженерного консалтинга, основанное в 1959 в Квебеке. В 2007 в нём насчитывалось 2400 служащих, из которых 1563 человека работали в Квебеке и 468 имели инженерное образование, в силу чего предприятие было 9-м по величине инженерным работодателем провинции. Его оборот составлял тогда 250 миллионов канадских долларов. В 2007 его президентом и главой правления был Пьер Шойри.
Инженерный консалтинг Genivar касается вопросов городской инфраструктуры и жилищно-гражданского строительства, промышленности, транспорта, окружающей среды и энергетики. За всё время своего существования компании удалось поработать в 35 странах мира.